# Frosta
Frosta é uma comuna da Noruega, com 75 km² de área e 2 454 habitantes (censo de 2004).